# 完原君 (1480年)
李𢢝（韓語：이수）（1480年—1509年），字得之，封完原君（韓語：완원군）。朝鮮成宗李娎的庶子，生母為淑儀洪氏。

## 生平
成宗十一年（1480年）十二月二十九日生，二十年（1489年）封君，中宗四年〔1509年〕十月二十六日卒。賜諡「昭悼」。

## 家庭
- 異母兄：燕山君李㦕
- 異母弟：朝鮮中宗李懌
- 姊：惠淑翁主李秀蘭
- 弟：檜山君李恬、甄城君李惇、益陽君李懷、景明君李忱、雲川君李、楊原君李憘
- 妹：靜順翁主、靜淑翁主李如蘭
- 元配：沔川郡夫人 全州崔氏（1480年－1500年）崔河臨之女
- 繼室：旌善郡夫人 陽川許氏（1489年－1521年）許磧之女
  - 子：伊城君 李壽剛（1503年－1542年）
  - 媳：淸川縣夫人 清州韓氏，韓伯倫之孫女、韓恂之女。
    - 孫：義原君 李億 （1520年-1544年）
    - 孫：義泉君 李仁（1524年－1578年）
    - 孫媳：上黨縣夫人 清州韓氏

  - 子：伊川君 李寿礼（1508-1568），出繼雲川君李𪬦 운천군 이인（1490-1524）
  - 另有兩名庶女分別嫁給李元謙、許龜。

## 附註
1. ↑  《王子完原君贈諡昭悼公神道碑銘》…公諱𢢝字得之母洪氏同知中樞逸童之女入侍成宗封淑儀以成化庚子十二月甲戌生公弘治己酉公年十歲封完原君…
2. ↑  《中宗大王實錄》9卷,4年(1509年)10月26日(甲寅)1번째기사